# 미야지마 레이지
미야지마 레이지(宮島 礼吏, みやじま れいじ, 1985년 12월 15일~)는 일본의 만화가이다.

## 약력
- 2005년(헤이세이 17년) - 「축구 천재」가 코단샤 매거진 그랑프리(MGP) 10월기 장려상을 수상, '수영장의 선인장'이 코단샤 제75회 주간 소년 매거진 신인 만화상의 선외 가작(현재의 특별 장려상)을 수상했다.[1]
- 2008년(헤이세이 20년) - 『매거진 SPECIAL』에서 "아이콘"을 게재하여 데뷔했다.[1]
- 2009년(헤이세이 21년) - 『주간 소년 매거진』에서 「스즈키의 시점」을 단기 연재했다.
- 2010년(헤이세이 22년) - 『주간 소년 매거진』에서 "AKB49: 연애금지조례"를 2016년까지 연재했다.
- 2017년(헤이세이 29년) - 『주간 소년 매거진』잡지상에서 "여친, 빌리겠습니다"를 연재 개시, 후에 애니메이션화. 7월부터 '22/7'의 캐릭터 스토리 원안 작성을 했다.[2]
- 2022년(레이와 4년) - 첫 청년지가 된 『영 애니멀』 지상에서 '자운사가의 아이들'을 연재 개시했다.[3]

## 작품 목록

### 연재 작품
- 스즈키의 시점 (원작 : 하라다 시게미츠, 『주간 소년 매거진』2009년 4·5 합병호-9호, 단행본 미간)
- AKB49: 연애금지조례 (원작：원안협력：타카하시 히사시, 원작：모토아자부 팩토리,『주간 소년 매거진』2010년 39호[4] - 2016년 8호[5]、전29권）
- - 에도닌가업 - 모노노테 (『주간 소년 매거진 』2016년 37·38 합병호[6] -2017년 2·3합병호, 전3권)
- 여친, 빌리겠습니다 (『주간 소년 매거진』2017년 32호[7] - 연재 중 기간 27권)
- 22/7＋α (글 : 카사이 나오, 기획협력 : 아키모토 야스시, 『선데이 우브리』2020년 1월 12일 - 3월 29일, 전2권) - 스토리 원안
- 여친, 낮가립니다 (작화협력: 키나미 유카, 『매거진 포켓』 2020년 6월 21일 - 연재중, 기간 3권) - 『여친, 빌리겠습니다』의 스핀오프
- 시운지 가의 아이들 (<영애니멀> 2022년 5호 - 연재중)

### 단편 작품
- 아이콘 (『매거진 SPECIAL』2008년 10월호)
- 모노노테 에도 기걸 닌자 그림책 (<주간 소년 매거진> 2015년 34호[8])

### 텔레비전 애니메이션
- 즐겁게 놀아보세 (6화 엔드카드, 2018년 8월)
- 22/7 (캐릭터・이름 원안/시리즈 구성, 2020년 1월~3월)

### 텔레비전 프로그램
- 22/7 계산중 (캐릭터 스토리 원안, 2018년 7월~)

### 컴퓨터 게임
- 필살일꾼~사양 컬렉션~ (2013년) - 녹취 기간 한정 일손 카드「만화가 어시스턴트 쪽빛의 곡옥」일러스트
- 22/7 음악의 시간 (2020년) - 「ChouChou」 캐릭터 러프 디자인

### 기타
- AKB48 미술관 (『매거진 SPECIAL』2011년5호[9]) - Not yet의 일러스트 게재[9]

## 사장
- 테라시마 유우지 (寺嶋裕二)